# Als die Liebe starb
Als die Liebe starb (alem. "Cuando el amor murió") es el quinto álbum de estudio de la banda austríaca L'Âme Immortelle.

## Lista de canciones
1. "21 Februar"
2. "Tiefster Winter"
3. "Have I Ever?"
4. "Letting Go"
5. "Aus Den Ruinen"
6. "Certainty"
7. "Lake Of Tears"
8. "Betrayal"
9. "Im Tod Vereint"
10. "Disharmony"

## Lista de canciones US
1. "21 Februar"
2. "Tiefster Winter"
3. "Have I Ever?"
4. "Letting Go"
5. "Aus Den Ruinen"
6. "Certainty"
7. "Lake Of Tears"
8. "Betrayal"
9. "Im Tod Vereint"
10. "Disharmony"
11. "Why Didn't I Die"
12. "Just Defy"

- Datos: Q4735738